# Empire Awards 1998
La 3ª edizione degli Empire Awards, organizzata dalla rivista cinematografica inglese Empire,  si è svolta nel 1998, presso il Dorchester Hotel di Londra, e premiò i film usciti nel 1997.

## Vincitori
Miglior film 
- Men in Black, regia di Barry Sonnenfeld

 Miglior film britannico 
- Full Monty - Squattrinati organizzati (The Full Monty), regia di Peter Cattaneo

 Miglior attore 
- Kevin Spacey - L.A. Confidential

 Miglior attore britannico 
- Ewan McGregor - Una vita esagerata (A Life Less Ordinary)

 Miglior attrice 
- Joan Allen  - La seduzione del male (The Crucible)

 Miglior attrice britannica 
- Kate Winslet - Hamlet

 Miglior regista 
- Cameron Crowe – Jerry Maguire

 Miglior regista britannico 
- Anthony Minghella - Il paziente inglese (The English Patient)

 Miglior debutto 
- Gary Oldman - Niente per bocca (Nil by Mouth)

## Premi Onorari
- Lifetime Achievement Award: Dennis Hopper